# جمعية بلو راي
رابطة تقنية قرص بلو راي (BDA) هو اتحاد صناعي لتطور وترخيص تقنية بلو راي ومسؤولة عن وضع معايير تنسيق وتعزيز الفرص التجارية للتقنية بلو راي.
```
وينقسم الاتحاد إلى ثلاثة مستويات للعضوية: مجلس الإدارة والمساهمين، والأعضاء العام. وبدأت يوم 20 مايو 2002 من قبل معهد ماساتشوستس للتكنولوجيا وتسع شركات رائدة في الإلكترونية: سوني وباناسونيك، وبيونير، وفيليبس، طومسون، إل جي، شركة هيتاشي وشارب وسامسونغ من أجل تمكين عدد أكبر من الشركات للمشاركة، وأعلنت مايو 2004 أنها ستشكل تقنية بلو راي الذي افتتح في 4 أكتوبر
```

## الأعضاء

### مجلس الإدارة
ينقسم مجلس الإدارة إلى عدد من الشركات العمالقة عددهم 19 منذ عام 2009
- شركة أبل
- شركة ديل
- هيوليت باكارد
- هيتاشي
- إنتل
- إل جي إلكترونيكس
- ميتسوبيشي
- شركة باناسونيك
- شركة بايونير
- رويال فيليبس
- سامسونج
- شركة شارب
- شركة سوني
- أحد مايكروسيستمز
- تى دى كيه
- تكنيكولور سا
- شركة فوكس
- والت ديزني
- وارنر بروس ترفيه

### المساهمين
منذ عام 2009
- تايو Yuden المحدودة، * Testronic مختبرات، وشركة
- العالمي استوديوهات الترفيه المنزلي
- شركة فيكتور اليابانية المحدودة (جيه)
- شركة Visionare
- مجموعة وارنر ميوزيك
- شركة زوران